# 维滕贝格县
维滕贝格县（德語：Landkreis Wittenberg）是德国萨克森-安哈尔特州东部的一个县，位于易北河和施瓦策埃尔斯特河畔，首府路德城维滕贝格。

## 地理
维滕贝格县北面与勃兰登堡州的波茨坦-米特尔马克县和泰尔托-弗莱明县，东面与勃兰登堡州的易北-埃尔斯特县，南面与萨克森州的托尔高-奥沙茨县和代利奇县，西面与安哈特-比特费尔德县和德绍-罗斯劳市相邻。